# Dendropsophus joannae
Dendropsophus joannae là một loài ếch thuộc họ Nhái bén.
Đây là loài đặc hữu của Bolivia.
Môi trường sống tự nhiên của chúng là đồng cỏ nhiệt đới hoặc cận nhiệt đới vùng ngập nước hoặc lụt theo mùa, đầm lầy, đầm nước ngọt, đầm nước ngọt có nước theo mùa, vùng đồng cỏ, vườn nông thôn, các vùng đô thị, rừng thoái hóa nghiêm trọng, và kênh, mương.